# Apostolico Orsini Ducas

Stemma della famiglia Apostolico Orsini Ducas

La famiglia Apostolico Orsini o degli Orsini d'Epiro è un ramo della casata degli Orsini che si distinse in Oriente, discendenti di Riccardo Orsini, detto "Apostolico" perché parente dei cardinali Giordano Orsini e Giacinto Orsini (futuro papa Celestino III), legati apostolici in Germania. In seguito alle parentele con le casate imperiali bizantine dei Ducas e dei Comneni, divenuti despoti di Epiro (Re d'Epiro), aggiunsero al cognome Orsini "Ducas Angelo Comneno" (Il "Despotato d'Epiro" fu uno degli Stati a nascere dallo smembramento dell'Impero bizantino nel 1204 durante la quarta crociata).
Lo stemma della famiglia ha gli stessi simboli araldici tipici degli Orsini romani (la rosa e l'anguilla), con l'aggiunta di una bandiera con la mezzaluna (Orsini d'Oriente) e di un cappello apostolico (tiara papale in ricordo della discendenza da papa Celestino III Orsini). Successivamente fu aggiunta l'aquila imperiale bicipite dei Ducas Angelo Comneno.
Tra i titoli nobiliari degli Orsini d'Epiro o Apostolico Orsini sono da ricordare: Baroni di Iroma (Nocera) dal 1194, Conti Palatini e Signori di Cefalonia, Itaca e Zante dal 1197 al 1335, Principi di Morea con dignità di Celsissimi nel 1236, Conti di Gravina dal 1284 al 1291, Signori dello Stato di Leucadia dal 1295, ereditarono i diritti Feudali (dei Saint-Omer) di Principi di Galilea e Tiberiade in Terra Santa nel 1313, Principi di Valachia, Duchi di Vegenezia, Conti di Lepanto e Acheloo nel 1318, Despoti di Epiro e Tessaglia con onore di Sovrani e qualità di Regnanti dal 1318 al 1339, Principi di Rogus e Santa Maura nel 1326.

## Capostipite
Riccardo Orsini (1165-1197) è il capostipite degli Apostolico Orsini: i suoi discendenti furono chiamati Apostolico Orsini o Orsini d'Epiro per distinguerli dai cugini romani. 
Dal 1194 fu conte di Cefalonia e Zante, grazie alla dote portata dalla moglie, la figlia dell'ammiraglio Margarito da Brindisi, comandante della flotta normanna del Regno di Sicilia sotto i regni di Guglielmo II (1166-1189) e di Tancredi (1189–1194).
Conte palatino, fu inoltre fatto vassallo della Badia inferiore di Materdomini di Nocera nel 1194 e grazie all'imperatore Enrico VI divenne Barone di Iroma.

## Discendenti
- Il figlio di Riccardo, Matteo Orsini, detto Maio di Monopoli[2], detto anche "Apostolico", conte palatino e signore di Cefalonia e Zante, sposò Anna Angelo, figlia del sebastocratore Giovanni Angelo e di Zoe Ducas, e nipote dell'imperatore bizantino Isacco II Angelo.
- Riccardo II Orsini (1250 - 1304), aggiunse ai propri titoli quelli di conte di Gravina, di capitano generale di Corfù e di balì di Morea. Sposò Margherita di Villehardouin, figlia di Guglielmo II, principe di Acaia, e di Anna Comnena Ducaina, a sua volta figlia del despota d'Epiro Michele II. La sposa era già vedova di Isnard de Sabran.
- Giovanni I Orsini († circa 1317) fu anche signore di Leucade e consignore di Cefalonia. Sposò nel 1292 Maria Ducas, figlia del despota d'Epiro Niceforo I e della sua prima moglie Maria Lascaris, a sua volta figlia dell'imperatore di Nicea Teodoro II. I loro figli aggiunsero il cognome Ducas Angelo Comneno a quello degli Orsini, secondo l'usanza orientale[3].
- Nicola Orsini Ducas Angelo Comneno († 1323) divenne despota d’Epiro assassinando il predecessore, suo zio Tommaso Ducas e sposandone la vedova, Anna Paleologa, figlia del coimperatore bizantino Michele IX.
- Giovanni II Orsini Ducas Angelo Comneno, († 1335) assassinò il fratello Nicola e gli succedette come despota d'Epiro sposandone la vedova. Nel 1328 perse la città di Giannina. Nel 1335 fu assassinato a sua volta dalla moglie.
- Niceforo Orsini Ducas Angelo Comneno († 1358): figlio di Giovanni II succedette al trono al padre inizialmente sotto la reggenza della madre, Anna Paleologa. Fu spodestato dall'imperatore Andronico III nel 1338, ma riconquistò l'Epiro e la Tessaglia nel 1356. Sposò Maria Cantacuzena, figlia dell'imperatore Giovanni VI Cantacuzeno, ma ebbe una sola figlia morta infante. I suoi domini furono ereditati da Leonardo I Tocco, figlio di Guglielmo II Tocco e della sorella del padre Margherita Orsini Ducas Angelo Comneno. Sua sorella Tommasa, principessa di Tessaglia dal 1358 sposò Simeon Uroš, principe della Serbia.
- Guido Orsini Ducas Angelo Comneno († 1336), detto "Apostolico" altro figlio di Giovanni Orsini, nella divisione dei feudi con i fratelli ebbe i possedimenti in Italia. Fu conte palatino e primo contestabile di cavalleria del principato di Acaia. Ripristinò l'ordine del Cigno contro i Turchi nel 1326.
- Giovanni III Orsini Ducas Angelo Comneno detto "Tsafas (Zaffa) Ursinus Ducas" o "Apostolico Orsini Ducas", figlio di Guido ereditò la signoria di Leucade, dalla quale fu spodestato e ritornò a Nocera, nel feudo di Materdomini. Fu confermato comunque nel 1361 Principe Imperiale dell'Impero d'Oriente (diploma concesso da Simeone Paleologo, Re ed Imperatore dei Greci e dei Serbi). Sposò la nobile Beatrice Griffi di Nocera e fu sepolto a Napoli. Da lui discende il solo ramo della famiglia Principesca esistente (in Lecce).

In seguito il feudo di Materdomini fu confermato in possesso della famiglia Apostolico Orsini Ducas dal re di Napoli Ferdinando I nel 1472.
Altri personaggi illustri furono:
- Nicola II Apostolico Orsini Ducas, che risiedeva a Nocera e a Napoli, fu confermato erede di Leucadia nel 1506.
- Sebastiano Apostolico Orsini Ducas: combatté nel 1571 nella battaglia di Lepanto
- Giovanni VII-Nicola Apostolico Orsini Ducas: rivendicò nel 1588 il Ducato di Leucade chiedendo l'appoggio del potente cugino Principe Guglielmo Orsini di Rosemberg
- Giovanni X-Pietro Apostolico Orsini Ducas: ripristinò con il Duca di Nevers nel 1617 l'ordine del Cigno per una nuova crociata contro i Turchi. Tale milizia fu chiamata "Milizia Cristiana della Concezione" con sede a Leucade. Giovanni X Pietro ne fu Maresciallo dell'Ordine con carica ereditaria e per tali meriti fu creato Gran Croce ereditario dell'Ordine Costantiniano di San Giorgio nel 1630.
- Andrea Apostolico Orsini Ducas: erudito dottore in legge, ricostruì in dettaglio l'albero genealogico degli Apostolico Orsini e nel 1725 restaurò le Tombe degli antenati Giovanni III e di Giovanni V Apostolico Orsini
- Sebastiano Senior Apostolico Orsini Ducas: fu Presidente della Gran Corte Criminale di Lecce nel 1838. Fu Sebastiano che trasferì la famiglia da Napoli/Nocera a Lecce nell'Attuale Palazzo Apostolico e fece costruire ad Arnesano un complesso masserizio comprensivo di un palazzo nobiliare con torre merlata che prese il nome di "Materdomini" dall'antico feudo a Nocera. Il tutto era circondato da 1500 ettari di terreno.
- Giuseppe Apostolico Orsini Ducas: fu nel 1860 Giudice a Lecce. Era unico figlio maschio di Sebastiano Senior. Giuseppe a sua volta ebbe due figli: Sebastiano e Michela (detta Michelina)

## Gli ultimi Apostolico Orsini Ducas
Il principe Sebastiano Apostolico Orsini Ducas (Lecce 1853-1931) con sentenza della corte d'appello di Trani del 22 giugno 1908 fu riconosciuto discendente diretto di Giovanni Orsini e avente diritto, quale erede della Dinastia che regnò come despoti sull'Epiro e sulla Tessaglia, al trattamento di Altezza e al predicato di Leucade. Dall'antico feudo di Materdomini derivava il titolo di barone di Iroma e Montalbino, ed era inoltre conte di Santa Maura e principe di Rogus. Si occupò dello sviluppo agricolo del Salento e di viticultura, divenendo esportatore di vini pregiati e impiantò una fabbrica per la lavorazione del tabacco. Fu sindaco di Lecce dal 1908 al 1914, presidente del Consiglio Provinciale di Terre d'Otranto e delle Associazioni dei musei di Lecce, Grande Ufficiale della Corona d'Italia, insignito degli Ordini al Merito del Lavoro, di Malta, di San Maurizio e Lazzaro, di San Gregorio Magno. Mai sposato, adottò come eredi i figli dell'unica sorella principessa Michela, sposata al nobile Pasquale Grassi di Martano (di antichissima nobiltà salentina). I nipoti aggiunsero così al proprio cognome quello di Apostolico Orsini Ducas: Marianna Grassi dei principi Apostolico Orsini Ducas sposata con il nobile Raffaele Licastro Scardino di San Cesario di Lecce (da cui Mazzotta Licastro Scardino) e Giuseppe Grassi Apostolico Orsini Ducas fu ministro guardasigilli nel quarto governo De Gasperi e fondatore della Banca del Salento. È noto per essere stato il segretario della Commissione dei 75 per l'elaborazione della Costituzione Italiana e per essere stato poi uno dei quattro "grandi" ad averla firmata (nel 1947) con Enrico de Nicola, Alcide De Gasperi e Umberto Terracini. Ospitò inoltre nella sua Masseria Materdomini la famiglia Savoia prima dell'esilio.